# 박대석 (목회자)
박대석(朴大錫, 1947년 2월 16일 ~ )은 대한민국 언론인 출신의 기독교 목사이다.

## 요점
그는 한국방송공사(KBS) 기자 및 앵커 출신이며, KBS 문화부 부장대우 등을 지냈다.

## 이력

### 주요 경력
- 1974년 KBS 한국방송공사 기자(1974년 2월).
- 1991년 KBS 한국방송공사 보도국 부국장(1991년 2월).
- 1988년/1989년/1991년 ~ 1992년/1997년/1999년 KBS 9시 뉴스 앵커(1988년 1월 22일 ~ 1월 29일, 8월 13일 ~ 8월 14일/1989년 7월 15일 ~ 7월 16일/1991년 4월 11일 ~ 5월 3일, 6월 3일 ~ 6월 14일, 8월 12일 ~ 8월 16일, 9월 26일 ~ 10월 4일, 12월 3일 ~ 1992년 10월 2일/1997년 8월 4일 ~ 8월 9일, 8월 31일~9월 28일 주말(일요일)/1999년 7월 13일).
- 1994년 KBS 북경특파원(1994년 ~ 1997년).
- 2000년 KBS 한국방송공사 문화부 부장대우(2000년 11월 1일).
- 2000년 KBS 창원방송총국 국장(2000년 ~ 2001년).
- 2001년 KBS 일요진단 앵커(2001년 4월 15일 ~ 2003년 5월 18일).
- 2002년 대한언론인연합회 수석부회장(2002년 1월 16일).
- 2005년 KBS 한국방송공사 퇴사(2005년 3월).
- 2009년 대한언론인연합회 수석부회장 직을 퇴임(2009년 2월 26일).
- 2009-현재 용인 더빛교회 협동 목사
- 한국언론인연합회 이사

## 출연작

### TV 프로그램
- KBS 《KBS 보도본부 24시》[2]
- KBS 《KBS 뉴스 9》[3]
- KBS 《일요진단》
- KBS 《시사 포커스》